# Tom Devriendt
Tom Devriendt (né le 29 octobre 1991 à Furnes) est un coureur cycliste belge.

## Biographie

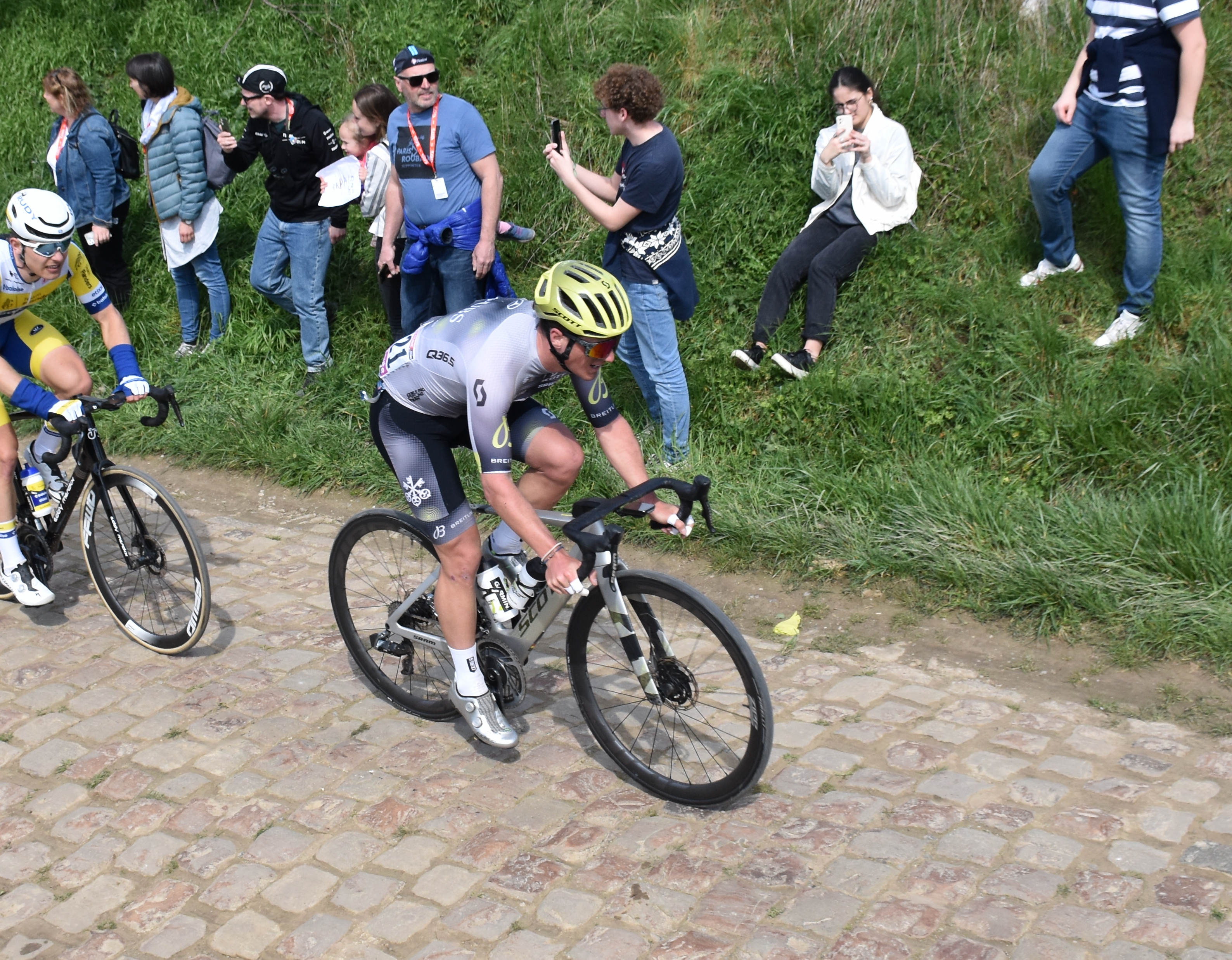
Paris-Roubaix 2023 - Secteur pavé de Quiévy à Saint-Python - N° 221 Tom Devriendt.

Tom Devriendt devient coureur professionnel en 2015 au sein de l'équipe belge Wanty-Groupe Gobert, qui l'engage pour deux ans.
Au mois d'août 2016, il prolonge le contrat qui le lie à son employeur.
Au deuxième semestre 2018, il termine septième de la première édition de la Great War Remembrance Race, une nouvelle course cycliste disputée en Belgique.
En aout 2019, il termine cinquième du Grand Prix de la ville de Zottegem.
En avril 2022, il est membre d'une échappée avec cinq coureurs lors de Paris-Roubaix. Grâce à celle-ci, il figure dans le groupe qui se joue la deuxième place sur le vélodrome, où il termine finalement quatrième, battu par Wout van Aert et Stefan Küng, à presque deux minutes du vainqueur Dylan van Baarle.
Malade, il fait le choix de mettre fin à sa carrière de coureur cycliste professionnel à la fin de la saison 2024.

## Palmarès et classements mondiaux

### Palmarès amateur
- 2009
  - 3e du Trophée des Flandres
- 2011

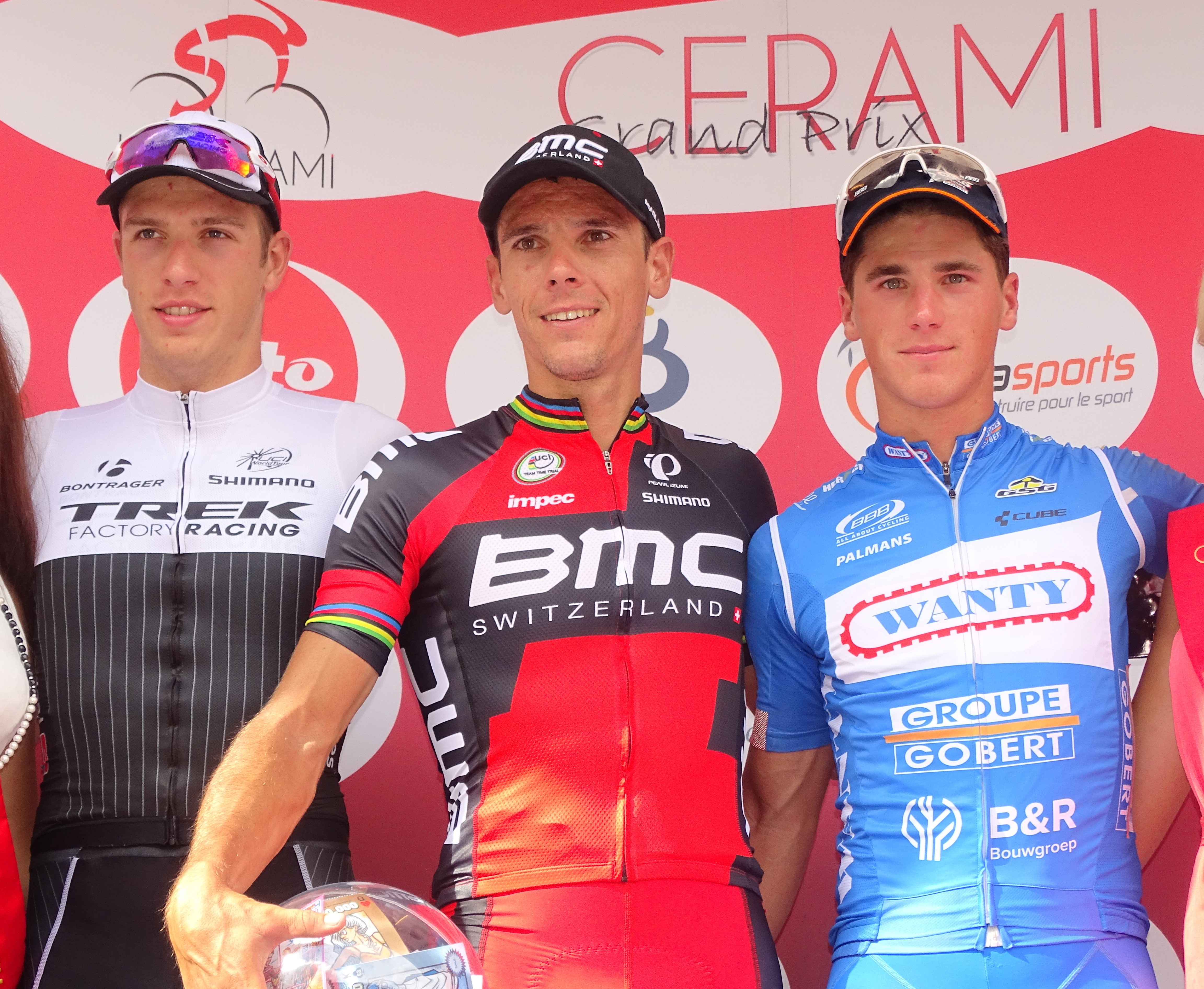
Podium de l'édition 2015 du Grand Prix Pino Cerami : Danny van Poppel (2e), Philippe Gilbert (1er) et Tom Devriendt (3e).

  - 3e étape du Tour d'Eure-et-Loir (contre-la-montre par équipes)
  - À travers la Campine anversoise
  - 2e de Zillebeke-Westouter-Zillebeke
  - 3e du championnat de Flandre-Occidentale sur route espoirs
- 2013
  - Grand Prix de la ville de Geluwe
  - 3e du Grand Prix de la ville de Geel
  - 3e de l'Omloop van de Grensstreek
- 2014
  - 4e étape du Nature Valley Grand Prix
  - Internatie Reningelst

### Palmarès professionnel
- 2015
  - 3e du Grand Prix Pino Cerami
- 2016
  - 3e de la Wanzele Koerse
- 2017
  - Circuit du Houtland
  - 3e de Binche-Chimay-Binche
- 2019
  - 2e étape du Tour d'Autriche
- 2020
  - 3e du Grand Prix La Marseillaise
- 2022
  - 2e de la Ruddervoorde Koerse
  - 4e de Paris-Roubaix

### Classements mondiaux
| Année                                 | 2011 | 2012 | 2013 | 2014 | 2015 | 2016 | 2017 | 2018 | 2019  | 2020 | 2021 | 2022 |
| ------------------------------------- | ---- | ---- | ---- | ---- | ---- | ---- | ---- | ---- | ----- | ---- | ---- | ---- |
| Classement mondial                    |      |      |      |      |      | 608e | 214e | 741e | 1091e | 504e | 578e | 205e |
| UCI Europe Tour                       | 302e | nc   | 615e | 523e | 355e | 398e | 87e  | 574e | 774e  | 414e | 465e | 167e |
|                                       |      |      |      |      |      |      |      |      |       |      |      |      |
| Légende : nc = non classéSource : UCI |      |      |      |      |      |      |      |      |       |      |      |      |